# Srebro
Srebro je kemijski element atomskog (rednog) broja 47 i atomske mase 107,8682(2). U periodnom sustavu elemenata predstavlja ga simbol Ag.

## Osobine i svojstva
Srebro je bilo poznato još antičkim civilizacijama.
Elementarno srebro jest bijel, sjajan, kovak, lako obradiv i mekan plemenit metal, s karakterističnim srebrnim sjajem kad je ulašteno.
Vrlo je rastezljiv, pa se može rastezati u listiće i izvlačiti u žicu (poslije zlata, najlakše se oblikuje i obrađuje plastičnim deformacijama).
Srebro je stabilno u vodi, kemijski relativno inertno i mnogo reaktivnije od zlata.
Zbog prilično visokog standardnog potencijala srebro se ne otapa u neoksidirajućim kiselinama.
Otapa se u dušičnoj i vrućoj koncentriranoj sumpornoj kiselini.
Njegovo otapanje u zlatotopci brzo se zaustavlja jer se na površini metala stvara zaštitni sloj srebrovog(I) klorida.
Vrelište mu je na 2162 °C. Pri sobnoj temperaturi na zraku je postojano i ne oksidira se, ali ulašteno srebro zbog izlaganja vremenskim prilikama, prvenstveno sumporovodika (H2S) sadržanoga u nečistu zraku, polako utječu na njega, te nakon duljeg vremena, može izgubiti sjaj i potamnjeti od svoje svijetle sivobijele kovinaste boje do sivobijelog traga, koji može doći do crnog sulfidnog sloja – srebrovog sulfida (Ag2S).
Otporno je prema alkalijama u rastaljenom stanju. Rastaljeno srebro je luminiscentno i upija znatne količine kisika. Pri hlađenju taline topljivost kisika opada pa se on izdvaja u obliku mjehurića stvarajući male kratere na površini metala.
Čisto srebro pokazuje sklonost rekristalizaciji pri niskim temperaturama, na što znatno utječu primjese. Tako npr., bakar i aluminij povisuju temperaturu rekristalizacije, a željezo ima najveći utjecaj na njezino sniženje.
Njegova velika otpornost prema koroziji objašnjava se, u prvom redu, njegovom visokom elektropozitivnošću, a manje stvaranjem zaštitnog sloja na površini metala. Visoka elektropozitivnost srebra omogućila je njegovu primjenu u proizvodnji kemijskih izvora struje visoke specifične energije (srebro-cinkovi i srebro-kadmijevi akumulatori i primarni izvori struje srebrov oksid-cink).
Od svih metala ima najvišu električnu i toplinsku vodljivost, visoku refleksivnost (osobito u infracrvenom i vidljivom dijelu spektra).

## Nalazišta srebra
Udjel je srebra u Zemljinoj kori oko 1g/t, što znači da ga ima 20 puta više nego zlata i platine.
Najveći proizvođači, a ujedno i njegova najveća nalazišta su mu u: Meksiku, Peruu, Norveškoj, Njemačkoj, Čileu, Kanadi, Kini, Australiji, SAD-u, Sardiniji i Poljskoj.

Najviše srebra odlazi u: zapadnoeuropske zemlje, SAD, Japan i industrijski razvijene zemlje jugoistočne Azije.
Gotovo je cjelokupna količina srebra koja se danas vadi odvojena od ostalih minerala, osobito široke rudne naslage sulfida.
U prirodi se nalazi samorodno, najčešće u društvu sa zlatom i bakrom:
- polibasit  ((Cu, Ag)16Sb2S11) je monoklinske strukture,

i u rijetkim rudama:
- argentitu (Ag2S) je monoklinske strukture,
- pirargiritu (Ag3SbS3),
- prustitu (Ag3AsS3),
- miargiritu (Ag2Sb2S4),
- stefanitu (Ag10Sb2S8) ili (Ag5SbS4) su ortogonalne strukture,
- kerargiritu (AgCl) je kubične strukture,
- silvanitu (AgAuTe2).

Srebro, kao i zlato, je rijedak i vrijedan mineral koji se u prirodi javlja najčešće kao kompaktna masa u obliku grumenja, u zrnu i čekinjasto razgranatim izraslinama u hidrotermalnim žilama kao kristal.

## Dobivanje srebra
Danas se glavnina srebra (oko 80%) dobiva pri eksploataciji i metalurškoj preradi olovo-cinkovih i bakrenih ruda, a ostatak iz samorodnog srebra (odnosno njegovih ruda) te iz sekundarnih sirovina.
No bez obzira na postupak dobivanja, sirovo srebro uvijek se rafinira elektrolitskim postupkom do čistoće 99,99 % Ag.
Budući da se srebro dobiva kao sporedni proizvod pri dobivanju drugih metala kojima je inače proizvodnja u toku posljednjih stoljeća stalno rasla, njegova je cijena za to vrijeme stalno padala: odnos vrijednosti srebra i zlata bio je u srednjem vijeku 1:13, potkraj XIX st. 1:28, 1937. god. 1:77.

### Iz olovnih (i bakrenih) ruda
Tehnički se najveće količine srebra dobivaju iz srebronosnih olovnih i barenih ruda suhim (taljenjem) ili mokrim načinom (cijanizacija).
Nakon prerade olovne rude, dobiveno sirovo olovo u kojem ima srebra, prerađuje se tzv. Parkesovim postupkom.

Po Pattinsonovu postupku rastaljenom sirovom srebronosnom olovu (dobivenom iz galenita; PbS) se dodaje 1-2% cinka i zagrijava malo iznad temperature taljenja cinka (419,5 °C) uz miješanje. Pri tom se srebro iz olova ekstrahira i prelazi u čvrstu slitinu cinka i srebra (Ag2Zn3) koji ispliva na površinu rastaljenog olova u obliku tzv. srebrne pjene.

Nakon uklanjanja viška rastaljenog olova i cinka, srebrna pjena, koja predstavlja koncentrat srebra, dalje se prerađuje oksidacijskim taljenjem. Pri tom se čisto olovo, kao manje plemenit metal, prvo oksidira na zraku u PbO i s površine taline neprestano uklanja /skida/. Nakon završene oksidacije, koja se prepoznaje po pojavi sjajnog srebrnog ogledala, (za)ostaje srebro u kojem su otopljeni zlato i platinski metali, pa se mora pročišćavati elektrolitičkim postupkom. Dobiveno sirovo srebro sadrži 98 do 99,5% srebra.
Parkerov postupak osniva se na činjenici da se srebro u čvrstom stanju otapa u cinku, a olovo ne. Ako se rastaljenoj leguri olova i srebra na pogodnoj temperaturi doda 1-2% cinka, ispliva na površinu u obliku pjene čvrsta legura srebra i cinka; uklanjanjem cinka destilacijom, te polaganim hlađenjem između 326 i 303 °C izlučuje se iz taline srebro, a zaostala legura olova s 2% srebra podvrgne se kupelaciji.
Iz bakrenih ruda srebro zaostaje u anodnome mulju nakon elektrolitičke rafinacije bakra, također uz primjese zlata. Zatim iz anodnog mulja koji zaostane nakon elektrolitičke rafinacije bakra, srebro se dobiva pročišćavanjem mulja elektrolitskim postupkom.

### Amalgamacijom
Srebro se iz svojih ruda već u starom vijeku dobivalo amalgamiranjem (amalgamacijom).

U vodi razmuljena samljevena ruda pri tom se pušta preko bakrenih ploča prevučenih živom; živa veže srebro u obliku amalgama, iz koga se ono može dobiti destiliranjem žive.

### Cijanizacijom
Danas se većinom iz svojih ruda dobiva mokrim načinom, izluživanjem, tzv. cijanidnim postupkom; većinom s pomoću otopine natrijeva cijanida.
U ovom postupku, ruda se usitni do finoće mulja, zatim se desetak dana kroz suspenziju rude u razrijeđenoj vodenoj otopini natrijevog cijanida (0,1-0,2%), propuhuje zrak. Pri tome se elementarno srebro ili srebrov sulfid (ili klorid) otapaju i prelaze u otopinu kao cijanidni kompleks (Ag(CN)2-). Iz relativno stabilnog cijanidnog kompleksa redukcija se provodi cinkom ili aluminijem u lužnatoj otopini:
2Ag(CN) + Zn(s) + 3OH- --> 2Ag(s) + Zn(OH)3- + 4CN-
Iz otopine se srebro može taložiti el. strujom (elektrolizom) ili dodatkom cinka.

### Elektrolizom
Vrlo čisto srebro (99,6% do 99,9%) proizvodi se elektrolizom srebrnoga nitrata, pri čem neplemenite primjese (olovo, bakar) zaostaju u otopini, a zlato i platinski metali u anodnome mulju.

### Recikliranjem
Velike količine srebra potječu danas od oporabe otpadnoga srebra, posebno od fiksirnih otopina u fotografiji.
Sekundarne sirovine koje se koriste za dobivanje srebra su: otpaci fotografskog materijala, demonetizirani srebrni novac, stari nakit, ukrasni predmeti i posuđe, otpaci legura za lemljenje i dijelovi konstrukcija sa srebrnim lemom, otpadni elektronski uređaji, galvanske prevlake srebra, otopine od galvanizacije srebrom itd. Izbor postupka regeneracije srebra ovisi o udjelu (količini) i vrsti drugih materijala u sirovini i količini srebra.

## Upotreba srebra i njegovih slitina
U prodaju dolazi u raznim pakiranjima i oblicima: u obliku kristala, folije, granula, u prahu, u obliku štapova žice, ili vune.
Metalno srebro nije otrovno, ali njegove soli jesu.
Srebro se najviše upotrebljava u obliku slitina, od kojih su najvažnije one s bakrom, cinkom i niklom.

U usporedbi s vrlo čistim srebrom, te su slitine jeftinije, čvršće i otpornije na trošenje.

Legure srebra upotrebljavaju se za izradu nakita, kovanog novca (kovanica), a u obliku tzv. tvrdih lemova koriste se za lemljenje ugljičnih i legiranih čelika, bakra, nikla, titanija i legura plemenitih metala( npr.tvrdi srebrni lem 75 Ag 22 Cu 3 Zn ,meki srebrni lem 65 Ag 20 Cu 15 Zn, izrazito meki 56 Ag 22 Cu 17 Zn 5 Sn).
Najveća količina proizvedenoga srebra (oko jedne trećine svj. proizvodnje srebra) rabi se za kovanje novca (slitina s 5 do 50% bakra), u proizvodnji nakita (slitina do 20% bakra) i pribora za jelo.
Osim toga, srebro služi i za dobivanje srebrnih soli, za tvrdo lemljenje, u zubarstvu (zubnoj protetici i konzervativnom liječenju zubi) kao amalgam srebra (slitina srebra sa živom i kositrom), u kemijskoj industriji za posuđe otporno prema alkalijama i koroziji te kao katalizator, itd.
U Indiji se srebro koristi i u prehrambene svrhe,kolači sa srebrnim listićima obavezan su dio jelovnika u svečanim prilikama.
Elementarno srebro se koristi i za galvanske prevlake, upotrebljava se za posrebrivanje manje plemenitih metala ili legura i stakla (za izradu ogledala) i raznih legura sa zlatom i bakrom.
Metalno srebro, odnosno ioni Ag+, imaju antibakterijsko djelovanje, pa se koristi za izradbu posuda, spremnika, cijevi, armature i preparata u kemijskoj, farmaceutskoj i prehrambenoj industriji, za dezinfekciju i sterilizaciju vode za piće i izradu posuđa za jelo.
Zrcala (ogledala) se proizvode prevlačenjem stakla tankim slojem metalnoga srebra (posrebrivanjem), što se postiže redukcijom srebrnih soli na staklenoj površini postupkom koji je 1835.g. razvio njemački kemičar J.Liebig.

Kao reduktivna sredstva u proizvodnji ogledala danas se upotrebljavaju invertni šećer, Rochelleova sol i formaldehid.
Već se dugo vremena (više od 2500 godina) upotrebljava u medicini za pripravu lijekova, u kirurgiji i stomatologiji, itd.
Zbog svoje velike otpornost prema koroziji i svoje dobre vodljivosti, srebro i njegove legure dosta se koriste u elektrotehnici i elektronici kao materijal za izradu električnih kontakata, vodljivih nanosa (vodiča) za izradu tiskanih strujnih krugova koji su nezamjenjivi u elektronici, te osigurača.

Za kontakte koristi se srebro legirano kadmijem i volframom koji daju termičku stabilnost na povišenim temperaturama. Elektrotehničke legure za jake struje su uglavnom binarne i višekomponentne kao npr. Ag-C, Ag-Fe, Ag-W, Ag-Pt, Ag-Cu-Ni, Ag-Mg-Ni, itd. Većina ih se dobiva metodama metalurgije praha.
Srebro i smjesa srebrovog oksida i cinka koristi se za izradu izuzetno efikasnih baterija (obzirom na malu masu i volumen i velik električni kapacitet). Nedostatak im je visoka cijena i kratak vijek, ali su u nekim primjenama nezamjenjive.
Velike količine srebra, odnosno njegovih spojeva (posebno AgNO3 i srebrni halogenidi), troše se u fotografiji za izradu fotografskog materijala (najviše za filmove i papire) gdje su do sada nezamjenjivi.

Fotoreceptorsko djelovanje srebra nije povezano s prethodno spomenutom luminiscencijom već je posljedica jedinstvenog efekta srebrovih soli da, raspršene u obliku finih čestica u fotografskoj emulziji, pojačavaju svjetlosno djelovanje tako da se pod djelovanjem svjetlosti pretvaraju u elementarno srebro i time ojačavaju svjetlosni učinak u emulziji i za faktor 10-11.

## Spojevi srebra
Srebro u najvažnijim spojevima ima oksidacijski broj +1, te je najčešće jednovalentno. Spojevi u kojima srebro ima više oksidacijske brojeve +2, +3 i +4 malobrojni su, prilično teško se dobivaju i jaki su oksidansi, ali su stabilni u fluoridima, kompleksnim fluoridima, oksidima i dušikovim kompleksima.
- Srebrov sulfid AgS jest crna, u vodi posve netopljiva tvar. Stvaranje te soli na površini srebra uzrok je što ono na zraku postaje crno.
- Srebrov(I) nitrat (srebrni nitrat, AgNO3, lapis infemalis) je najrasprostranjeniji i najvažniji spoj (sol) srebra od kojeg se proizvode njegovi drugi spojevi.

Dobiva se otapanjem srebra u razrijeđenoj dušičnoj kiselini, te kristalizacijom iz otopine srebra.
Tvori prozirne (bezbojne) pločaste kristale ili bijelu masu. Topljiv je u vodi, mnogo lakše u toploj nego u hladnoj.
Služi za dobivanje drugih srebrnih soli, kao tinta za obilježavanje rublja, u medicini (lapis infernalis), za galvansko posrebrivanje, u proizvodnji zrcala, u fotografskoj industriji, kao reagens u kemijskoj analizi (argentometrija), te za proizvodnju zrcala.
Poznata su dva oksida srebra AgO i Ag2O;
- Srebrov(I) oksid (Ag2O) teško se otapa u vodi, a vodena otopina reagira lužnato. Upotrebljava se za proizvodnju katodnih depolarizatora primarnih izvora struje, tj. pozitivna elektroda srebrnooksidnoga galvanskog članka, te kao katalizator.

Srebrovi(I) halogenidi su od velike važnosti.
- Srebrov fluorid (AgF2) žute je boje i u vodi je dobro topljiv, a otapa se i u raznim organskim otapalima. Koristi se kao sredstvo za fluoridizaciju vode, te fluoriranje organskih spojeva.
- Srebrov jodid (AgI) žute je boje, a u novije vrijeme se rabi kao sredstvo za stvaranje umjetne kiše.
- Srebrov klorid (AgCl) je bijela tvar netopljiva u vodi, a otapa se u organskim otapalima npr. u amonijaku te u otopinama tiosulfata i cijanida. U praksi je najvažniji, a dobiva se kao precipitat u obliku bijelih kristalića iz vodene otopine. Talište mu je pri 449 °C.

Izložen kroz kratko vrijeme svjetlu naoko se ne mijenja, ali se može reducirati na metalno srebro pogodnim sredstvima koja ne reduciraju neosvijetljenu sol (razvijačima) - na čemu se i zasniva njegova primjena u fotografiji.
Ovaj proces u fotografskoj emulziji uzrokuje potamnjenje svjetlosti eksponiranog sloja. No isti je sloj transparentan za IC-zračenje pa se koristi kao fotopodloga u IC-spektroskopiji.
- Srebrov bromid (AgBr) je bijela do svijetložuta tvar netopljiva u vodi. Bromid na svjetlu postaje sivoljubičast.

## Zanimljivosti
Na ponašanju srebrova bromida i srebrova klorida na svjetlosti zasniva se klasična fotografija, jer se osvijetljeni dio halogenidnoga sloja može reducirati do srebra i tako tvoriti fotografsku sliku.

Osim toga reakcija taloženja klorida iz otopina srebrnih soli dodatkom klorid-iona služi u kemijskoj analizi za dokazivanje srebra.